# Trujillanos
Trujillanos (extremadurai nyelven Trugillanus) község Spanyolországban, Badajoz tartományban. Trujillanos Mérida községgel határos. Lakosainak száma 1382 fő (2024).

## Népesség
A település népessége az utóbbi években az alábbiak szerint változott:
| Lakosok száma | 1358 | 1337 | 1368 | 1439 | 1455 | 1430 | 1418 | 1387 | 1389 | 1382 |
|               | 2001 | 2004 | 2006 | 2009 | 2011 | 2014 | 2016 | 2019 | 2021 | 2024 |